# Église Saint-Pierre-et-Paul de Berne
Pour les articles homonymes, voir Église Saint-Pierre-et-Saint-Paul.
L'église Saint-Pierre-et-Paul est une église située dans la ville de Berne, en Suisse. Elle est le siège épiscopal de l'Église catholique-chrétienne de Suisse.

## Histoire
L'église, premier édifice catholique de la ville, est construite entre 1858 et 1864 immédiatement à côté de l'hôtel de ville de Berne. Elle est le résultat d'un concours international auquel ont participé plusieurs architectes, dont le français Édouard Deperthes. Le premier service religieux y a été célébré le 13 novembre 1864. En 1875, à la suite du Kulturkampf, elle passe entre les mains de l'Église catholique-chrétienne qui en fait son siège pour la Suisse et l'élève au rang de cathédrale. 
Le bâtiment, inscrit comme bien culturel suisse d'importance nationale, a été rénové à plusieurs reprises au cours du temps. En particulier, le chœur a été entièrement reconstruit en 1998.